# Ophionereis dolabriformis
Ophionereis dolabriformis is een slangster uit de familie Ophionereididae.
De wetenschappelijke naam van de soort werd in 1954 gepubliceerd door David Dilwyn John & Ailsa McGown Clark.